# Anisopodus macropus
Anisopodus macropus es una especie de escarabajo longicornio del género Anisopodus, tribu Acanthocinini, subfamilia Lamiinae. Fue descrita científicamente por Bates en 1863.

## Descripción
Mide 9 milímetros de longitud.

## Distribución
Se distribuye por Bolivia, Brasil y Ecuador.